# 費德里柯·格拉畢克
費德里柯·格拉畢克（1990年3月26日—）是一名阿根廷游泳運動員，曾代表國家參加2012年倫敦奧運的男子50米自由泳比賽及男子100米背泳比賽，並未獲得獎牌。